# 华巨盾蛞蝓
华巨盾蛞蝓（学名：Macrochlamys cathaiana）为拟阿勇蛞蝓科巨盾蛞蝓属的动物，是中国的特有物种。分布于甘肃、陕西、四川秦岭一带等地，生活环境为陆地，常生活于树林边、农田附近潮湿的灌木丛、草丛中、石块落叶下以及多腐殖质的地方。